# Kylie's Remixes Volume 2
Kylie's Remixes Volume 2 album je s remiksevima australske pop pjevačice Kylie Minogue. Objavljen je u srpnju 1992. godine u Japanu u izdanju diskografske kuće PWL te 5. svibnja sljedeće godine izdan je u Australiji u izdanju diskografske kuće Mushroom Records.

## Popis pjesama
| Br. | Skladba                                                             | Trajanje |
| --- | ------------------------------------------------------------------- | -------- |
| 1.  | »Better the Devil You Know« (američki remix)                        | 6:03     |
| 2.  | »Step Back in Time« (Walkin' Rhythm mix)                            | 7:55     |
| 3.  | »What Do I Have to Do?« (Between the Sheets remix)                  | 7:10     |
| 4.  | »Shocked« (DNA 12-inčni mix)                                        | 6:16     |
| 5.  | »Word Is Out« (12-inčna verzija)                                    | 5:53     |
| 6.  | »If You Were with Me Now« (extended version s Keithom Washingtonom) | 5:11     |
| 7.  | »Keep on Pumpin' It« (12-inčna verzija)                             | 7:25     |
| 8.  | »Give Me Just a Little More Time« (12-inčna verzija)                | 4:36     |
| 9.  | »Finer Feelings« (Brothers in Rhythm 12" mix)                       | 6:51     |
| 10. | »Do You Dare?« (NRG mix)                                            | 7:06     |
| 11. | »Closer« (The Pleasure mix)                                         | 6:49     |